# Shaqwedia Wallace
Shaqwedia Montrelle Wallace (Wilmington, 29 giugno 1989) è una cestista statunitense.